# Luniz
Luniz, właściwie Lunitunz - duet raperów (Yukmouth i Numskull) z Oakland w stanie Kalifornia w USA. Zespół powstał w 1993 roku. W 1995 roku wydali hit I Got 5 on It. Ukazało się kilka wersji tej piosenki. 
Luniz miał gościnnie wziąć udział w nagrywaniu albumu 2Paca. Z powodu śmierci Tupaca do tej współpracy nigdy nie doszło.

## Dyskografia
Opracowano na podstawie źródła.

### Albumy studyjne
- Operation Stackola (1995)
- Lunitik Muzik (1997)
- Silver & Black (2002)
- We Are the Luniz (2005)
- No Pressure (2018)

### Kompilacje
- B Sides and Bootlegs (2003)
- B Sides and Bootlegs (Godzilla) (2003)
- Greatest Hits (2005)
- Greatest Hits: I Still Got 5 On It (2007)
- Best Of Luniz (2007)

### Single
- "I Got 5 on It" (1995)
- "Playa Hata" (1995)
- "Jus Mee & U" (1997)
- "Hypnotized" (1998)
- "Oakland Raider" (2002)